# Конуш (Кыргызстан)
Конуш (кирг. Конуш) — село в Сокулукском районе Чуйской области Кыргызстана. Входит в состав Сазского айылного аймака.

## География
Село расположено в центральной части области, на левом берегу реки Сокулук, на расстоянии приблизительно 12 километров (по прямой) к юго-юго-западу от села Сокулук, административного центра района. Абсолютная высота — 1099 метров над уровнем моря.

## Население
Согласно оценочным данным Национального статистического комитета Кыргызской Республики, численность населения села на начало 2023 года составляла 626 человек.
| год     | 2009 | 2014 | 2015 | 2020 | 2021 | 2023 |
| ------- | ---- | ---- | ---- | ---- | ---- | ---- |
| человек | 508  | 739  | 567  | 569  | 593  | 626  |